# Leader of the Pack
Leader of the Pack è un brano musicale del 1964 scritto da George "Shadow" Morton, Jeff Barry e Ellie Greenwich. 
La canzone è stata pubblicata dal gruppo femminile The Shangri-Las nel 1964. 

## Tracce
- 7"

1. Leader of the Pack
2. What Is Love

## Cover
Nel 1985 il gruppo musicale statunitense di genere heavy metal Twisted Sister ha inciso una cover del brano nell'album Come Out and Play.
Altre versioni della canzone sono quelle di Bette Midler (nel suo album di debutto The Divine Miss M), del cantante francese Frank Alamo (1962), del gruppo per bambini Alvin and the Chipmunks (nel 1982 per l'album Chipmunk Rock) e del duo The Carpenters (per l'album dal vivo Live in Japan del 1975).